# جون كلارك (مجدف أسترالي)
جون كلارك (بالإنجليزية: John Clark)‏ هو مجدف أسترالي، ولد في 10 يناير 1948.

## وصلات خارجية
- جون كلارك على موقع الاتحاد الدولي للتجديف (الإنجليزية)
- جون كلارك على موقع أوليمبيديا (الإنجليزية)